# 愛媛県道23号伊予川内線
愛媛県道23号伊予川内線（えひめけんどう23ごう いよかわうちせん）は、愛媛県伊予市から東温市まで松山平野南部をほぼ東西に通る主要地方道（県道）である。

## 概要
国道56号大谷川橋交差点から東方向に分岐し、愛媛県道334号松山川内線川上小学校前交差点までを結ぶ、ほぼ全線で片道1車線が確保された道路である。
指定された当初は、上吾川交差点が起点だったが、1992年にバイパス開通に伴い、起点が大谷川橋交差点に変更となった。
愛媛の県都・松山市に流れる3本の大動脈である国道11号・国道33号・国道56号すべてと交差し、松山自動車道の川内IC（東温市）・松山IC（松山市）・伊予IC（伊予市）付近を通過する利便性がある。

### 路線データ
- 陸上距離：約22.4 km
- 起点：伊予市下吾川（国道56号交点）
- 終点：東温市南方（愛媛県道334号松山川内線交点）

## 歴史
- 1971年（昭和46年）6月26日 - 建設省（現・国土交通省）が主要地方道伊予川内線を指定。
- 1972年（昭和47年）3月16日 - 愛媛県が主要地方道23号伊予川内線を認定。
- 1993年（平成5年）5月11日 - 建設省から、主要県道伊予川内線が伊予川内線として主要地方道に再指定される[1]。

## 路線状況

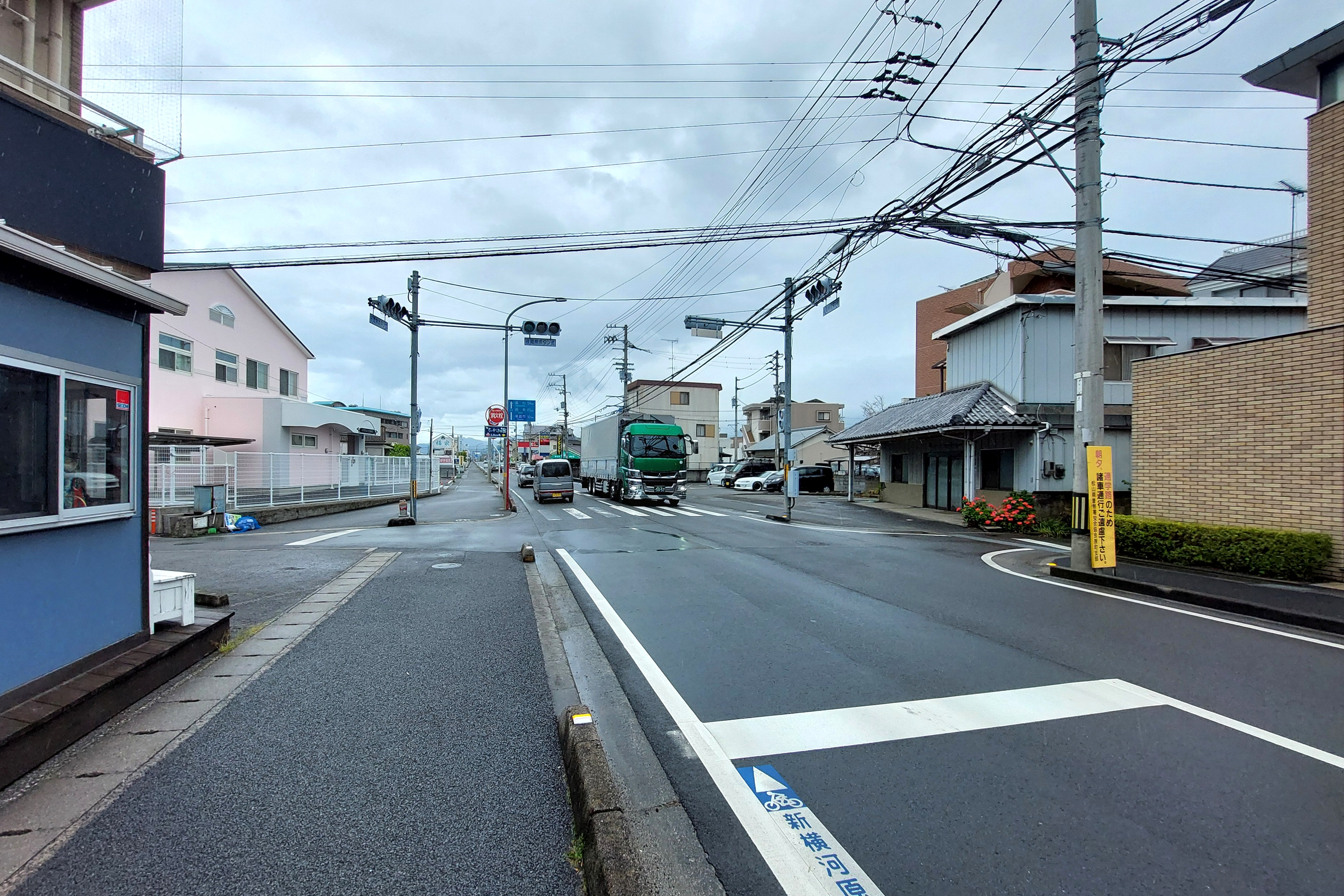
県道23号（砥部町高尾田）

### 重複区間
- 愛媛県道194号久谷森松停車場線（伊予郡砥部町高尾田・高尾田交差点 - 伊予郡砥部町高尾田）
- 愛媛県道209号美川松山線（東温市下林 地内）

## 地理

### 通過する自治体
- 伊予市
- 伊予郡砥部町
- 松山市
- 東温市

### 交差する道路
- 国道56号（起点）

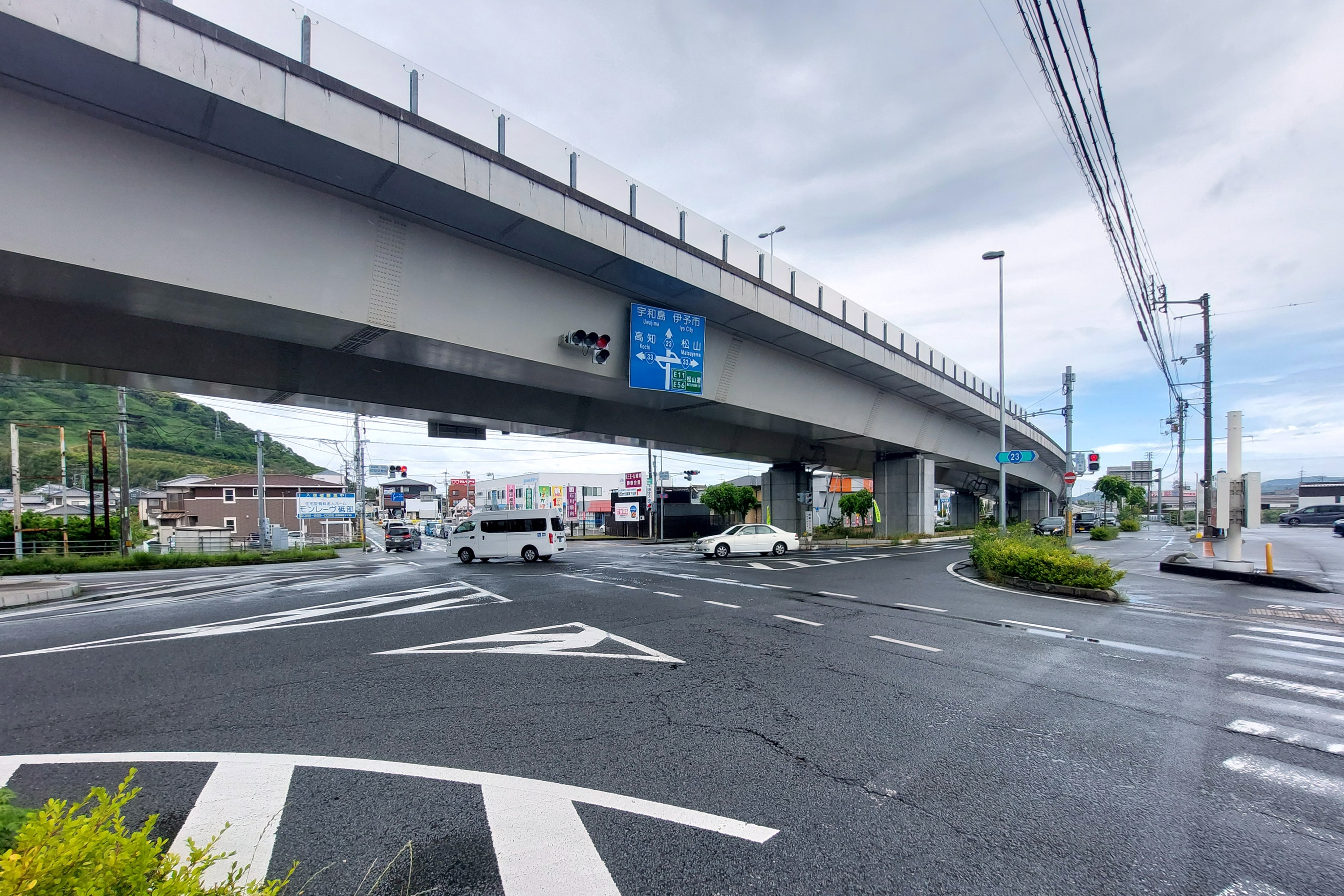
拾町交差点

- 愛媛県道219号砥部伊予松山線（伊予市下三谷）
- 愛媛県道219号砥部伊予松山線（伊予市上三谷）
- 愛媛県道16号松山伊予線（伊予市上野松本）
- 愛媛県道214号八倉松前線（伊予市八倉）
- 国道33号（国道379号・国道440号重複。伊予郡砥部町拾町）
- 愛媛県道194号久谷森松停車場線（松山市南高井町）
- 愛媛県道40号松山東部環状線・愛媛県道207号三坂松山線（松山市小村町）
- 愛媛県道209号美川松山線（東温市下林）
- 愛媛県道209号美川松山線（東温市下林）
- 国道11号（国道494号重複。東温市南方）
- 愛媛県道334号松山川内線（終点）

### 沿線にある施設など
- 伊予横田駅（JR四国（四国旅客鉄道）予讃線）（伊予郡松前町横田）
- ウェルピア伊予（伊予市下三谷）
- 愛媛県立医療技術大学（伊予郡砥部町高尾田）
- 東温市立川上小学校（東温市北方）
- 東温市立拝志小学校（東温市下林）
- 伊予病院（伊予市八倉）
- 砥部病院（伊予郡砥部町麻生）